# Большой Карен
Большой Карен — река в России, протекает по Нефтеюганскому району Ханты-Мансийского АО. Устье реки находится в 198 км от устья реки Большой Салым по правому берегу. Длина реки составляет 49 км. В 3 км от устья впадает правый приток Малый Карен.

## Данные водного реестра
По данным государственного водного реестра России относится к Верхнеобскому бассейновому округу, водохозяйственный участок реки — Обь от города Нефтеюганск до впадения реки Иртыш, речной подбассейн реки — Обь ниже Ваха до впадения Иртыша. Речной бассейн реки — (Верхняя) Обь до впадения Иртыша.
Код объекта в государственном водном реестре — 13011100212115200050178.